# William Draper Byrne
William Draper Byrne (Washington, 26 settembre 1964) è un vescovo cattolico statunitense, dal 14 ottobre 2020 vescovo di Springfield.

## Biografia
William Draper Byrne è nato a Washington il 26 settembre 1964 ed è il minore degli otto figli di William Byrne, un chirurgo toracico e cardiovascolare, e Mary (nata Largent).

### Formazione e ministero sacerdotale
Ha frequentato la Mater Dei School di Bethesda e la Georgetown Preparatory School di Rockville. Nel 1986 ha conseguito il Bachelor of Arts presso il College of the Holy Cross di Worcester. Ha compiuto gli studi ecclesiastici presso la Pontificia università "San Tommaso d'Aquino" come alunno del Pontificio collegio americano del Nord dal 1989 al 1994. Nel 1992 ha conseguito il baccalaureato e nel 1994 la licenza in teologia.
Il 25 giugno 1994 è stato ordinato presbitero per l'arcidiocesi di Washington dal cardinale James Aloysius Hickey. In seguito è stato vicario parrocchiale della parrocchia del santuario del Piccolo Fiore a Bethesda dal 1994 al 1995; vicario parrocchiale della parrocchia del santuario di San Giuda a Rockville dal 1995 al 1999; cappellano del Centro studentesco cattolico dell'Università del Maryland a College Park dal 1999 al 2007; parroco della parrocchia di San Pietro a Capitol Hill, Washington, dal 2007 al 2015 e segretario per il ministero pastorale e le questioni sociali dal 2009 al 2015. Grazie all'incarico di parroco a Capitol Hill ha potuto avviare un ministero speciale per i membri cattolici del Congresso degli Stati Uniti. In seguito è stato parroco della parrocchia di Nostra Signora della Misericordia a Potomac dal 2015.
È stato anche membro del consiglio per la formazione dal 2002, del comitato per l'assegnazione del personale presbiterale dal 2003 al 2006, del consiglio presbiterale dal 2006 al 2009, del consiglio amministrativo dal 2009 al 2015; del consiglio di amministrazione del seminario Redemptoris Mater dal 2010 al 2015, del consiglio di amministrazione della casa per l'infanzia e maternità "Sant'Anna", della Catholic Youth Organization e del comitato consultivo del Lay Leadership Institute e missionario della misericordia dal 2016.
Prima della sua nomina a vescovo, Byrne aveva guadagnato l'attenzione nazionale per i suoi scritti e i video pubblicati su YouTube.

### Ministero episcopale
Il 14 ottobre 2020 papa Francesco lo ha nominato vescovo di Springfield. Ha ricevuto l'ordinazione episcopale il 14 dicembre successivo nella cattedrale di San Michele a Springfield dal cardinale Sean Patrick O'Malley, arcivescovo metropolita di Boston, co-consacranti il vescovo di Helena Austin Anthony Vetter e quello di Metuchen James Francis Checchio. Durante la stessa celebrazione ha preso possesso della diocesi.

## Genealogia episcopale
La genealogia episcopale è:
- Cardinale Scipione Rebiba
- Cardinale Giulio Antonio Santori
- Cardinale Girolamo Bernerio, O.P.
- Arcivescovo Galeazzo Sanvitale
- Cardinale Ludovico Ludovisi
- Cardinale Luigi Caetani
- Cardinale Ulderico Carpegna
- Cardinale Paluzzo Paluzzi Altieri degli Albertoni
- Papa Benedetto XIII
- Papa Benedetto XIV
- Papa Clemente XIII
- Cardinale Marcantonio Colonna
- Cardinale Giacinto Sigismondo Gerdil, B.
- Cardinale Giulio Maria della Somaglia
- Cardinale Carlo Odescalchi, S.I.
- Cardinale Costantino Patrizi Naro
- Cardinale Lucido Maria Parocchi
- Papa Pio X
- Cardinale Gaetano De Lai
- Cardinale Raffaele Carlo Rossi, O.C.D.
- Cardinale Amleto Giovanni Cicognani
- Arcivescovo Bryan Joseph McEntegart
- Vescovo Edward John Harper, C.SS.R.
- Cardinale Sean Patrick O'Malley, O.F.M.Cap.
- Vescovo William Draper Byrne